# Коблов (хутор)
Коблов — упразднённый хутор в Лабинском районе Краснодарского края России. На момент упразднения входил в состав Первосинюхинского сельского округа. Исключен из учётных данных в 1997 году.

## География
Располагался на правом берегу реки Синюха, примерно в 0,5 км (по прямой) к востоку от окраины хутора Заря.

## История
По данным на 1925 год хутор Коблов состоял из 83 хозяйств. В административном отношении являлся центром Кобловского сельсовета Вознесенского района Армавирского округа Северо-Кавказского края.
Постановлением заксобрания Краснодарского края от 27 мая 1997 года № 639-П хутор исключен из учётных данных.

## Население
По данным на 1925 год на хуторе проживало 276 человек, в том числе 139 мужчин и 137 женщин.